# Estação Ørestad
Ørestad é uma da estação da linha M1 do metro de Copenhaga, na Dinamarca.